# Jordskælvet ved Sendai 2011
Jordskælvet i Sendai 2011 (東北地方太平洋沖地震 Tōhoku Chihō Taiheiyō-oki Jishin) var et undersøisk jordskælv med en styrke på 8,9 Mw reevalueret til 9,0,  udløst den 11. marts 2011 klokken 05:46:23 UTC (14:46:23 lokal tid) med epicenter 130 km øst for østkysten af byen Sendai i Miyagi-præfekturet på Honshū-øen i Japan. Jordskælvet forårsagedes af subduktion og igangsatte en serie af op til 10 meter høje tsunamier langs Honshūs østkyst og op til 3,7 meter høje ved andre landstrækninger, der grænser til Stillehavet.

## Rapporterne
Mange af de rapporter, som blev gengivet på DR nyhederne og TV2 News, stammer fra Japan Broadcasting Corporation (NHK) og Japan Satellite Television.
- Indtil videre (13. marts 2011 dansk tid) bekræftede myndighederne 1.596 døde.[7]
- Man fandt mellem 200 og 300 døde ved stranden i Sendai.[8]
- Myndighederne i Japan iværksatte en evakuering af et område på 20 km² ved Fukushima-kernekraftværket. Dette påvirkede ca 3.000 beboere.[8]

- 81 personer på et skib, som blev taget af vandmasserne, blev lørdag morgen (lokal tid) reddet af helikoptere.[8]
- De eneste rapporterede dødsfald udenfor Japan, var tre mænd, som blev skyllet i havet i Californien. Den ene ville fotografere tsunamien.[9]
- Lørdag morgen (lokal tid: 4:00) udløstes et nyt jordskælv på 6,7, målt i Nagano.[10]
- I kystbyen Rikuzentakata i Iwate-præfekturet, som mere eller mindre blev udraderet af tsunamien, fandt japansk militær mellem 300 og 400 døde.
- I Minamisanriku blev omkring 10.000 mennesker meldt savnet. [11]
- Søndag eftermiddag (kl. 13:00 dansk tid) havde mere end 310.000 søgt tilflugt i nødforanstaltninger.[12]
- Et tres år gammel mand blev søndag efter tre dage reddet på åbent hav. Han lå på sit tag, som var taget af tsunamien og ført ca. 15 kilometer ud fra kysten. Manden kom fra Minamisōma, Fukushima præfektur.[13]
- For at løse problemet i atomkraftværkerne, begyndte man at pumpe havvand ind for at nedkøle reaktorene.[14]

## Jordskælv
Under jordskælvet flyttede havskorpen sig 20-40 meter ind under Japan, mens pladen, Japan hviler på, blev strakt ud mod Stillehavet. Japan blev derved 3,5 m bredere, og denne bevægelse igangsatte en vældig flodbølge. I japansk historie må man mere end 1.000 år tilbage, til jordskælvet i år 869, for at finde noget lignende. I 2014 flød der stadig knust træ fra japanske hjem i land på USAs vestkyst. Henved 19.000 mennesker omkom, 130.000 bygninger blev smadret, og fire atomkraftværker fik alvorlige skader. Da bølgen trak sig tilbage, trak den anslagsvis fem millioner tons løsøre med sig til havs; omkring 70 % af dette sank udenfor Japan, mens resten holdt sig flydende længe. At træ kan holde sig flydende i tre år, er mindst et år længere, end man tidligere holdt for muligt. På Oregons kyst var der tre år senere registreret 165 fremmede marine arter, som havde drevet tværs over Stillehavet, fæstet på deler af brygger, såsom japanske krabber, rur og tang. Spørgsmålet er, om disse nye arter etablerer sig i USA og eventuelt udkonkurrerer de stedegne. 
To dage før det største hovedjordskælv var der ni større forskælv cirka 40 km fra det senere hovedjordskælvs epicentrum, som udløste et skælv på 7,2  MW. Dette forskælv blev samme dag efterfulgt af tre mindre med en intensitet på 6,0  MW. Et minut før det store hovedjordskælv reagerede systemet Earthquake Early Warning, der er knyttet til omkring 1.000 seismografer rundt om i Japan, og blev udsendt i TV som advarsel for millioner af mennesker.
Jordskælvet blev lokaliseret til Stillehavet 130 km øst for østkysten af Sendai, Honshū i Japan, i en dybde af 24,4 km. Epicentret lå 372 kilometer fra Tokyo. Det blev vurderet til at være det kraftigste jordskælv i japansk historie. Det bedømmes, at jordskælvet frigjorde en energi på 9.320 gigaton TNT, svarende til 39.000 EJ eller 3,9×1022 J. Det var med 9,0 Mw det fjerde eller femte kraftigste jordskælv målt i verden siden år 1900, kun overgået af Jordskælvet i Chile 1960 (9,5 Mw), Alaska 1964 (9,2), Det Indiske Ocean 2004 (9,1) og Kamtjatka 1952 (9,0).
Mindst 315 efterskælv, deraf 30 over 6,0,  MW og det største på 7,9  MW blev derefter registreret.
Skælvet gav anledning til en række nødforanstaltninger, hvor f.eks. Shinkansen, og Tokyos tunnelbane og lokaltrafik indstillede al togtrafik. Japans største lufthavn, Narita New Tokyo International Airport, blev lukket kort efter skælvet; Sendai lufthavn blev oversvømmet af den efterfølgende ti meter høje tsunami. Der udbrød brande i en del bygninger og fabrikker langs kysten og helt ind i Tokyo, bl.a. olieraffinaderier i Ichihara. Japans regeringschef Naoto Kan beroligede med, at atomkraftværkernes beholdere ikke var blevet beskadiget.
|  |  |

- BBC impact in Kashima
- BBC Nogle heldige japanerne i Yokohama.
- BBC Oliebrande

## Tsunami
Jordskælvet forårsagede en serie af flodbølger, og udløste dermed en tsunami-alarm for Japan og andre lande i og ved Stillehavet.

### Tsunamiens effekt på Japan
Jordskælvet forårsagede en serie af op til 10 meter høje tsunamier langs Honshūs østkyst. Værst ramt blev millionbyen Sendai, hvor 88.000 indbyggere var savnet.  Sendai lufthavn blev oversvømmet. I Minamisanriku var ca 10.000 mennesker savnet.  Fire hele tog med et ukendt antal passagerer blev meldt savnet,  og på atomkraftværkerne i Fukushima og Onagawa blev nødpumpesystemerne beskadiget.
|  |  |  |

### Tsunamiens effekt på andre lande
Tsunamiens effekt på øvrige områder i Stillehavet blev betydeligt mindre end først forventet, de største tsunami-niveauer blev målt på den russiske stillehavskyst og Hawaii, samt USAs stillehavskyst, som også har rapporteret om to af de tre dødsfald uden for Japan. Det tredje dødsfald var en mand i Papua i Indonesien.  I øvrige områder, der grænser til Stillehavet, var tsunami-niveauerne små. I Norge observerede forbipasserende, at vandet i Finnafjorden "kogte" samme morgen, skønt vejret var blikstille. Overvågningskamera på cruiseskib i Flåm viste, at bølgerne startede en halv time efter jordskælvet i Japan. Ved stranden i Leikanger var bølgerne 1,2-1,5 m høje. I næsten tre timer duvede bådene. Fænomenet kaldes seiches og igangsættes af bittesmå bevægelser af fjordens sider, når jordskælv passerer. Kun norske fjorde vendt mod nordøst, mod Japan, oplevede seiches;  deriblandt Sognefjorden. 

#### Tsunamialarmen
En tsunamialarm blev udløst af det internationale advarselssystem Pacific Tsunami Warning Center, som 26 lande samarbejder om. CNN offentliggjorde i tv-udsendelser et tidsskema for tsunamiens forventede spredning. Efterfølgende nedvurderede New Zealand og andre lande den varsel.

#### Anslåede ankomsttidspunkter
Fredag klokken 9:20 (UTC) udsendte Pacific Tsunami Warning Center en tsunamialarm med anslåede tidspunkter for tsunamiens ankomst.
National Oceanic and Atmospheric Administration's udsendte en meget detaljeret rapport.
| - Nordmarianerne: 09:01 UTC - Guam: 09:17 UTC - Yap: 09:52 UTC - Marshalløerne (Enewetak): 10:21 UTC - Palau: 10:30 UTC - Pohnpei: 10:36 UTC - Chuuk: 10:41 UTC - Manokwari: 11:25 UTC - Jayapura: 11:42 UTC - Papua New Guinea (Kavieng): 11:32 UTC | - Nauru: 11:57 UTC - Solomonøerne (Panggoe): 12:28 UTC - Tarawa: 12:36 UTC - Hawaii: 13:07 UTC - Tuvalu: 13:38 UTC - Vanuatu (Esperitu Santo): 14:16 UTC - Tokelau: 14:17 UTC - Futuna: 14:35 UTC - Samoa: 14:53 UTC - Amerikansk Samoa: 15:00 UTC | - Cook Islands: 15:00 UTC - Niue: 15:35 UTC - Australien (Cairns): 15:35 UTC - Fiji: 15:37 UTC - Ny Kaledonien: 15:38 UTC - Tonga: 16:05 UTC - Kermadecøerne: 16:56 UTC - Fransk Polynesien (Papeete): 17:14 UTC - New Zealand (North Cape): 17:23 UTC - Pitcairnøerne: 20:08 UTC - Påskeøerne: 23:03 UTC |

| Nation                                    | Evakuering | Tsunamiadvarsel | Tsunami højde | Døde | Kilder               |
| ----------------------------------------- | ---------- | --------------- | ------------- | ---- | -------------------- |
| Taiwan                                    | Ja         | Ja              | 10 cm         | 0    | [ 27 ]               |
| Guam, U.S.A.                              | Ja         | Ja              | –             | 0    | [ 28 ]               |
| Nordmarianerne                            | Ja         | Ja              | –             | 0    | [ 28 ]               |
| Hawaii, U.S.A.                            | Ja         | Ja              | 0,5 meter     | 0    | [ 29 ] [ 30 ]        |
| Filippinerne                              | Ja         | Ja              | 1 meter       | 0    | [ 31 ] [ 32 ]        |
| Palau                                     | Ja         | Ja              | 11 cm         | 0    | [ 31 ]               |
| Nord Sulawesi og Molukkerne               | Ja         | Ja              | 10cm          | 0    | [ 31 ] [ 33 ] [ 27 ] |
| Ruslands kyst ved Okhotske Havet          | -          | -               | 3,3 meter     | 0    | [ 34 ]               |
| Ruslands del af Kurilerne                 | Ja         | Ja              | 3,3 meter     | 0    | [ 34 ] [ 35 ]        |
| Midway Island, USA                        | -          | –               | 1,5 meter     | 0    | [ 36 ] [ 36 ]        |
| Maui, Hawaii, USA                         | Ja         | Ja              | 1,5-2,1 meter | 0    | [ 37 ] [ 36 ]        |
| Shemya, Alaska, USA                       | Ja         | Ja              | 1,5 meter     | 0    | [ 36 ]               |
| Aleuterne, Alaska, USA                    | Ja         | Ja              | 1,5 meter     | 0    | [ 36 ]               |
| Kona coast of the Big Island, Hawaii, USA | Ja         | Ja              | 3,7 meter     | 0    | [ 36 ]               |
| Californien, USA                          | Ja         | Ja              | 2 meter       | 2    | [ 38 ] [ 39 ] [ 40 ] |

Nogle af tsunamiens virkninger:
- BBC Kesennuma City
- BBC Forklaring af Chris Ryan, leder af Australian Tsunami Warning Centre
- BBC Energien af tsunamien vises.
- BBC Hvirvelstrøm

## Atomkraftværker
Atomkraftværket i Fukushima ligger 250 kilometer nordøst for Tokyo. Skaderne efter jordskælvet satte kølingen på en række af værkets reaktorer ud af spil, med risiko for en nedsmeltning. Fukushima I har i alt seks reaktorer, men kun tre var aktive, da jordskælvet ramte.
Atomkraftværket i Onagawa ligger 350 kilometer nordøst for Tokyo.
Atomkraftværket Tokai i Ibaraki-provinsen ligger cirka 120 kilometer nord for Tokyo.
(Se for mere information over en lignende ulykke: Three Mile Island-ulykken.)
"Ifølge myndighederne kan op mod 190 mennesker være blevet udsat for radioaktiv stråling."
"Premierminister Naoto Kan gav tilladelse til, at at strømmen i blandt andet Tokyo blev rationeret ved hjælp af rullende strømafbrud. Det område, som forsynedes med strøm fra selskabet Tepco, blev opdelt i fem dele, som på skiftende tidspunkter måtte klare sig uden strøm i tre timer."

### Fukushima 1
Fukushima I atomkraftværkets reaktorer blev straks lukket, da jordskælvet startede, og i første omgang lykkedes det også; dog viste det sig, at flere af kernereaktorerne fik problemer med nødkølingen.
Lørdag eftermiddag (12. marts, klokken ca. 9, dansk tid) blev et af atomkraftværkets turbinebygninger ved kernereaktor 1 ramt af en eksplosion grundet brint dannet af overhedet vand. Et højtryk blæste taget og væggene af den bygning, der huser atomkraftværkets reaktor. Der stod en røgsky af betonstumper op fra bygningen. Ca. 170.000 mennesker i en radius af 20 km fra Fukushima blev evakueret. Den ydre mur på en af bygninger var borte. 
Fire mennesker blev ifølge japanske medier såret ved kollapset, og radioaktiviteten på stedet var 20 gange højere end normalt. En japansk regeringstalsmand udtalte, at situationen var meget alvorlig med flere mennesker ved atomkraftværket udsat for en radioaktiv stråling, de døde af.
Selskabet Tepco, der drev Fukushima I, havde sagt, at reaktorkernerne fortsat var intakte. I stedet havde en nuklear nedsmeltning muligvis fundet sted i reaktor 1. 
Myndighederne frygtede for, at Fukushima 1's tredje bygning ligesom bygning 1 kom til at eksplodere på grund af vanddampstrykket i kernereaktor 3,  hvilket også skete mandag klokken 03.23. 

### Fukushima 2
Myndighederne frygtede, at Fukushima 2 også kom til at nedsmelte, da kølesystemet i reaktorerne 1, 2 og 4 ikke fungerede normalt. Det skete heldigvis ikke.

### Konsekvenser af Fukushima
FN’s Videnskabelige Komite for Effekter af Atomar Stråling (UNSCEAR) besidder verdens største tværfaglige ekspertise på området. UNSCEAR konkluderer utvetydigt, at ingen døde af stråling ved Fukushima-ulykken, da der slap relativt lidt stråling ud fra atomkraftværket. UNSCEAR skriver følgende på side 27-31:

“No radiation-related deaths or acute diseases have been observed among the workers and general public exposed to radiation from the accident. The doses to the general public, both those incurred during the first year and estimated for their lifetimes, are generally low or very low. No discernible increased incidence of radiation-related health effects are expected among exposed members of the public or their descendants.”
Mængden af stråling er slap ud fra Fukushima uheldet var på 2.74 µSv/h (mikrosievert i timen), og at den faldt hurtigt herefter.  Dette skal sammenlignes med vi mennesker udsættes for betydeligt højere stråledoser helt naturligt igennem vores liv. Nogen steder i verden er der af naturlige kilder betydelige højere stråling. Men alligevel har der i århundrede boet mennesker. I nogen områder af byen Ramsar i det nordlige Iran modtager beboerne en stråledosis på op til 260 mSv om året (29.7 µSv/h).  Årsagen er den lokale geologi. Underjordisk vand opløser, radium i uraniferholdig bjergart og fører det til overfladen gennem mindst ni kendte varme kilder. Disse bruges som kurbade af lokale og turister. Men i Ramsar har der boet mennesker i mange generationer. som ikke har haft negative helbredseffekter af strålingen.  I den amerikanske stat Colorado, er strålingen højere på grund af naturlige koncentrationer af uran i jorden. Faktisk nyder beboerne i Colorado , nogle af de laveste kræftrater i USA  Det står klart at stråle dosisen modtaget af beboerne i Fukushima ikke er noget sensationelt.
Et studie (Ishikawa et al. 2015) undersøgte den strålingsdosis for beboerne Fukushima. De fandt at i de første 4 måneder efter ulykken fordelte den individuelle stråledosis for 423,394 sig på hhv. 62,0% lå under 1 mSv, 94% under 2 mSv og 99,4% under 3 mSv. Studiet konkluderede at beboerne i Fukushima som følge af uheldet, udsat får stråledosis så lave at der ikke vil kunne spores nogle negative helbredsmæssige effekter. 

Men den efterfølgende evakuering kostede over 2000 menneskeliv . Evakueringen foregik i et smadret land efter naturkatastrofen. Infrastruktur og veje var ødelagte, og de få farbare færdselsårer var proppet til randen med mennesker på flugt. Ældre, syge, sengeliggende og stærkt behandlingskrævende mennesker blev i alt hast evakueret fra hospitaler og transporteret væk i busser. Uden adgang til mad og vand samt livsnødvendig medicinsk behandling eller hjælp fra sundhedspersonalet, som var flygtet.
De store evakueringer, har vist sig at være unødvendige og har medført stor skade på de mennesker som på grund af frygten blev jaget fra hus og hjem. Kostet dødsfald. Alt sammen konsekvenser der langt overstiger de hypotetiske konsekvenser fra selve ulykken. På netavisen Forbes fra foråret 2012 nævnes det med rette at Fukushimas flygtninge er ofre for irrationel frygt. Ikke stråling. 

Professor i risikostyring ved University of Bristol og leder af et nyligt forskningsprojekt om nukleare ulykker Philip Thomas udtaler: "Med bagklogskab kan vi sige, at evakueringen var en fejl, Vi ville have anbefalet, at ingen blev evakueret." 

Et studie af Waddington et al. 2017 påpeger at det ikke var nødvendigt at evakuere nogle fra området. En indbygger bosat i de mest kontaminerede områder af Fukushima-præfekturet, ville hvis de var blevet på stedet. Vil som følge af ulykken få deres forventet levealder forkortet med mindre end det, en indbygger i London har som følge af luftforurening. 

### Onagawa
Ifølge AFP blev der om søndagen udløst katastrofealarm for Onagawa atomkraftværk. De japanske myndigheder har informeret IAEA, om at den laveste niveau af alarmberedskab er blevet iværksat på Onagawa på grund af en kraftig stigning i strålingsniveauerne. Efter en brand kort efter jordskælvet 11. marts blev atomkraftværk lukket, da turbinerne blev ødelagt og der opstod brand i reaktor 3.

### Tōkai
Kølepumpen på atomkraftværket i Tōkai´s reaktor 2 blev stoppet om søndagen, skriver det japanske nyhedsbureau Kyodo.

## Trivia
- Verden kunne for første gang se en tsunamis hærgen live via TV.
- Amerikanske forskere ved NASA har rapporteret, at jordskælvet ændrede Jordens rotationsakse med 15 cm til 139.grad østlig længde, hvorved dagen blev reduceret med 1,6 mikrosekunder, der er gået tabt for evigt. [62]
- Verdensmesterskaberne i kunstskøjteløb som skulle afholdes i Tokyo 21–27. marts, blev flyttet til Moskva 27. april–4. maj[63][64].
- Verdensmesterskaberne i triatlon som skulle afholdes i Yokohama i maj, blev aflyst.

## Vulkanudbrud
Det russiske nyhedsbureau Interfax rapporterede, at der på den russiske halvø Kamtjatka lige nord for Japan var stærk geologisk aktivitet, hvorved vulkanerne Karim (ru. Карымская сопка?), Kizimen og Sjivelutj begyndte at sende aske optil 6 km op i luften, og der forekom laviner på vulkanske skråninger. Vulkanudbruddet udgjorde dog ingen fare for den beboede del af halvøen.
Den 1.421 meter høje vulkan Shinmoedake i bjergkæden Kirishma på øen Kyushu i det sydlige Japan fik et udbrud om søndagen.

## Billeder

### Ødelæggelser forårsaget af jordskælvet ved Sendai 2011
- Tokyo.
- Tokyo
- Tokyo
- Chiba.
- Odaiba.
- Odaiba.
- Skader efter jordskælvet.
- Asfalten blev flydende under jordskælvet.
- Tsunamiens ødelæggelser.
- Skader.
- Ved Sendai havn.
- Ved Sendai havn.
- Ødelagt vandrør.

### Kraftværker
- Fukushima I atomkraftværk
- Overblik.
- Detalje.
- Reaktorerne 1 til 4.

### Det japanske samfund efter jordskælvet og tsunamien
- Togafgangene blev indstillet som følge af jordskælvet.
- Japanere til fods, da den offentlige transport blev indstillet.
- Andre blev, hvor de var, her i Sendais Shinjuku-station.
- Tog på Saikyo-linjen standsede mellem Mejiro- og Ikebukuro station
- Tavle forklarer, at vejen er lukket.

### Grafik over jordskælvet ved Sendai 2011
- Jordskælvets epicenter øst for den japanske ø Honshū
 "Shakemap" fra USGS
- Tsunamiens udbredelse i Stillehavet; hovedmarkering er på tre timer
Kort fra NOAA
- Forudsigelse af jordskælvets energifordeling (NOAA)
- Bølgehøjde
- Antallet af jordskælv målt mellem 6:05 og 16:40 (UTC) er 83.
- Tidsforløb